# لودی تی. بنجامین
لودی تی. بنجامین (انگلیسی: Ludy T. Benjamin؛ ۲۶ دسامبر ۱۹۴۵ – ) روان‌شناس و تاریخدان روان‌شناسی اهل ایالات متحده آمریکا است.